# Terentius Maximus
 (décembre 2019).
 (décembre 2019).
Terentius Maximus (fl. 81-96) est un homme politique de l'Empire romain.

## Biographie
Il fut un chevalier de Nemausus, Gaule narbonnaise et procurateur de Bithynie et Pont de 81 à 96[réf. nécessaire].
Il fut le père de Decimus Terentius Scaurianus[réf. nécessaire].